# Aframomum elegans
Aframomum elegans är en enhjärtbladig växtart som beskrevs av John Michael Lock. Aframomum elegans ingår i släktet Aframomum och familjen Zingiberaceae.
Artens utbredningsområde är Liberia. Inga underarter finns listade i Catalogue of Life.